# Patrick van Balkom
Patrick Petrus Marinus van Balkom (* 14. September 1974 in Waalwijk) ist ein ehemaliger niederländischer Sprinter.

## Sportliche Erfolge
Gemeinsam mit Timothy Beck, Troy Douglas und Caimin Douglas gewann er in 38,87 s die Bronzemedaille in der 4-mal-100-Meter-Staffel bei den Leichtathletik-Weltmeisterschaften 2003 hinter den Teams der USA und Brasiliens.
Bei den Olympischen Sommerspielen 2004 schied die in gleicher Besetzung antretende niederländische Staffel wegen eines Wechselfehlers im Vorlauf aus.
Seine größten Erfolge als Einzelstarter feierte van Balkom im 200-Meter-Lauf: So gewann er die Silbermedaille bei der Sommer-Universiade 1999 in Palma. Bei den Leichtathletik-Hallenweltmeisterschaften 2001 in Lissabon sicherte sich van Balkom über die gleiche Strecke die Bronzemedaille in 20,96 s. 2003 wurde er nationaler Hallenmeister.
2006 beendete van Balkom seine Karriere.

## Bestzeiten
- Freiluft
  - 100-Meter-Lauf – 10,23 s (1998)
  - 200-Meter-Lauf – 20,36 s (1999, 2000, 2001)
  - 400-Meter-Lauf – 46,80 s (2003)

- Halle
  - 60-Meter-Lauf – 6,70 s (1997)
  - 200-Meter-Lauf – 20,77 s(2001)

## Sonstiges
Bei einer Körpergröße von 1,84 m betrug sein Wettkampfgewicht 80 kg.